# Les desaparicions
Les desaparicions (títol original en francès, Le Mangeur d’âmes) és una pel·lícula francesa del 2024 dirigida per Alexandre Bustillo i Julien Maury. Es tracta de l'adaptació de la novel·la homònima d'Alexis Laipsker, publicada per Éditions Michel Lafon. S'ha doblat i subtitulat al català.
Es va preestrenar a la secció Harbour del Festival Internacional de Cinema de Rotterdam de 2024.
Compta amb un pressupost de 3,5 milions d'euros.
El rodatge va començar el març de 2023, als Vosges.